# CRYSTAL CHILDREN
「CRYSTAL CHILDREN」（クリスタル チルドレン）は日本の歌。作詞はめけてとにせん、作曲はめけて。2008年4月から5月まで、NHKの歌番組『みんなのうた』で放送された楽曲。

## 概要
歌詞は戦争やいじめなどに反対する内容を子供にもわかりやすいように書かれている。怒りは歯を食いしばり飲み込み、憎しみも涙にかえて許せる美しい命だと歌っている。
クリスタルズはこの曲を歌うにあたって結成された小学生から高校生までの総勢37人（結成当初は34人）のグループである。作詞を担当した「めけてとにせん」のにせんはメンバーの1人。
『みんなのうた』ではクリスタルズによる踊りの映像とホッチカズヒロの制作によるアニメーションを合成したものを使用している。
CDの初回出荷は1000枚だったが、YouTubeへのアップロードなどで人気を博し、2008年6月現在、3万枚以上を売り上げている。同年4月 - 5月のNHKメロディの着信メロディダウンロード件数ではこの曲が全体の73パーセントを占めた。

## 批判
前述のように、この歌は非暴力を訴えているが、水島総は「歌詞の内容が非暴力・無抵抗をうたっている。これは社民党など左派が主張する非武装中立論であり、このような政治的メッセージが強い曲を不偏不党の立場を守るべきNHKの子供向け番組で流すべきではない」と批判している。。

## パッケージメディア
avex ioからDVDビデオ付きの音楽CDが発売されている。
- CRYSTAL CHILDREN （2008年4月23日、avex io、IOCD-20252/B）

## カバー
- ひまわりキッズ（キングレコード版カバー音源。2009年発売のコンピレーション・アルバム『手紙・まあるいいのち〜卒業&合唱ソングコレクション〜』などに収録）